# Hendrik Christoffel van de Hulst
Hendrik Christoffel van de Hulst (Utrecht, 19 novembre 1918 – Leida, 31 luglio 2000) è stato un astronomo e matematico olandese.
Nel 1944, mentre era ancora studente all'università di Utrecht, predisse l'esistenza della riga a 21 cm dell'idrogeno neutro interstellare.
La propria carriera di astronomo si è svolta quasi completamente all'Università di Leida.

## Onorificenze
- Henry Draper Medal (1955)
- Eddington Medal of the Royal Astronomical Society (1955)
- Bruce Medal della Astronomical Society of the Pacific (1978)
- Karl Schwarzschild Medal della Astronomische Gesellschaft (1995)